# 사너 플룻
사너 플룻(Sanne Vloet, 1995년 3월 10일 ~ )은 네덜란드의 모델이다.